# Bukovník vápencový
 Bukovník vápencový  (Gymnocarpium robertianum) je druh kapradin řazený do čeledi puchýřníkovité (Cystopteridaceae).

## Popis
Bylina s plazivým, asi 2 mm silným, matně hnědým oddenkem. Listy jsou až 45 cm dlouhé na řapících a na spodní straně listu s hojnými a krátce stopkovitými žlázkami. Čepel listu je vejčitě trojúhelníková, 2 – 3x zpeřená. Téměř zelená, tuhá, složená ze 3 – 8 vstřícných lístků. Nejspodnější 1 – 2 páry listů jsou řapíčkaté, ostatní jsou přisedlé. Na vrcholové části čepele jsou četné, drobné lístky splývající s vřetenem listu. Výtrusnicové kupky jsou sblížené a za zralosti někdy splývající.

## Ekologie
Jedná se o světlomilnou rostlinu. Roste především ve vápencových a hadcových sutích a skeletových půdách. Druhotně ji můžeme nalézt na starém zdivu.

## Rozšíření v Česku
Těžiště výskytu v mezofytiku, v termofytiku se nacházejí pouze roztroušeně. Též je můžeme nalézt v oreofytiku, ale pouze v nižších polohách montánního stupně (max. : Hrubý Jeseník, Smrčník). V mnohých oblastech se vyskytuje pouze na druhotných stanovištích.

## Doba zralosti výtrusů
červen až srpen